# Immigrant Song
„Immigrant Song“ je singl od anglické hard rockové skupiny Led Zeppelin, vydaný se skladbou Hey Hey What Can I Do na B-straně. Skladba vyšla i na albu Led Zeppelin III z roku 1970. Skladbu napsal zpěvák Robert Plant a kytarista Jimmy Page, který ji i produkoval. Na tuto skladbu vzniklo i mnoho coververzí, udělali je interpreti jako Queen, Nirvana, Vanilla Fudge nebo Ann Wilson, členka skupiny Heart.

## Kompozice
Skladba začíná naříkajícím křikem Roberta Planta a je postavena na opakujícím se staccato riffu, který hraje kytarista Jimmy Page, baskytarista John Paul Jones a bubeník John Bonham. Skladba je hrána v tónině Fis mol ve středním tempu 112 úderů za minutu. Albová verze na začátku obsahuje slabý sykot, který je na singlové verzi ořezaný. Tento sykot je zpětná vazba z ozvěny.

## Coververze
- Dread Zeppelin
- Ann Wilson
- Headface
- Sebastian Bach
- Demons and Wizards
- Adagio
- Dark Angel
- Gotthard
- Coalesce
- TNT
- Informatik
- Emigranci
- Hollywood Undead
- Minimal Compact
- Karen O s Trentom Reznorom& Atticus Ross

Naživo
- Nirvana
- Queen
- Incubus
- Acid Drinkers

## Sestava
- Robert Plant – zpěv, doprovodný zpěv
- Jimmy Page – elektrická kytara
- John Paul Jones – baskytara
- John Bonham – bicí